# Reacció de Fenton
La reacció de Fenton (denominada així pel seu descobridor el 1894, H. J. H. Fenton) és la reacció que es produeix quan es catalitza el peròxid d'hidrogen amb metalls de transició, generalment ferro, donant com a resultat la generació de radicals altament reactius de l'hidroxil (OH·).
El radical OH· és altament oxidant, per la qual cosa s'ha estudiat la seva participació en mecanismes biològics de degradació no enzimàtics en conjunt amb composts d'origen orgànic como el catecol. El seu ús pràctic està en el tractament de contaminants del tipus dels fenols, el formaldehid, el BTEX, els pesticides, etc., malgrat que en l'actualitat s'estudia la seva aplicació en diversos processos industrials i la influència de la reacció en algunes patologies.